# Pseudoleptochelia antarctica
Pseudoleptochelia antarctica är en kräftdjursart som först beskrevs av Lang 1953.  Pseudoleptochelia antarctica ingår i släktet Pseudoleptochelia och familjen Leptocheliidae. Inga underarter finns listade i Catalogue of Life.